# Dioscorea coripatenis
Dioscorea coripatenis är en enhjärtbladig växtart som beskrevs av James Francis Macbride. Dioscorea coripatenis ingår i släktet Dioscorea och familjen Dioscoreaceae. Inga underarter finns listade i Catalogue of Life.